# Axtell (Nebraska)
Axtell é uma vila localizada no estado americano de Nebraska, no Condado de Kearney.

## Demografia
Segundo o censo americano de 2000, a sua população era de 696 habitantes. 
Em 2006, foi estimada uma população de 714, um aumento de 18 (2.6%).

## Geografia
De acordo com o United States Census Bureau, a localidade tem uma área de 1,0 km², sem área coberta por água.

## Localidades na vizinhança
O diagrama seguinte representa as localidades num raio de 24 km ao redor de Axtell. 